# Крута Осип
Крута О́сип (рос. Крута Осыпь) — селище у складі Тотемського району Вологодської області, Росія. Входить до складу Калінінського сільського поселення.

## Населення
Населення — 179 осіб (2010; 237 у 2002).
Національний склад (станом на 2002 рік):
- росіяни — 96 %